# Осакаровски район
Осакаровски район (на казахски: Осакаров ауданы) е съставна част на Карагандинска област, Казахстан. Административен център е град Осакаровка. Обща площ 11 310 км2 и население 30 860 души (по приблизителна оценка към 1 януари 2020 г.).